# Пјетрамонтекорвино
Пјетрамонтекорвино (итал. Pietramontecorvino) је насеље у Италији у округу Фођа, региону Апулија.
Према процени из 2011. у насељу је живело 2615 становника. Насеље се налази на надморској висини од 454 м.

## Становништво
Према резултатима пописа становништва 2011. у општини је живело 2.745 становника.
| 1931. | 1936. | 1951. | 1961. | 1971. | 1981. | 1991. | 2001. | 2011. |
| ----- | ----- | ----- | ----- | ----- | ----- | ----- | ----- | ----- |
| 4.412 | 4.789 | 4.734 | 4.282 | 3.283 | 3.133 | 3.111 | 2.972 | 2.745 |